# Jesús María Pereda
Jesús María Pereda Ruiz de Temiño (* 15. Juni 1938 in Medina de Pomar, Burgos; † 27. September 2011 in Barcelona), auch bekannt als Chus Pereda oder Txus Pereda, war ein spanischer Fußballspieler und -trainer.

## Karriere
Jesús „Chus“ Peredas erste Profistation war SD Indautxu, ein Klub aus der baskischen Stadt Bilbao. Dort war er von 1956 bis 1958. Noch nicht 20 Jahre alt, wechselte der Mittelfeldspieler Anfang 1958 zu Real Madrid, wo er gleich den Europapokal der Landesmeister 1957/58 gewann. Nach nur zwei Einsätzen in der Liga und einem im Copa del Generalísimo-Finale wechselte er zur Saison 1958/59 zu Real Valladolid. Mit dem Klub wurde er Meister der zweiten spanischen Liga. Zwischen 1959 und 1961 war er für den FC Sevilla aktiv, hiernach schloss er sich dem FC Barcelona an. Bei Barça spielte er bis 1969 auf der zentralen Spielmacherposition und gewann mit dem Team je einmal die spanische Meisterschaft, den Messepokal und zweimal die Copa del Generalísimo. Seine Karriere ließ er anschließend bei CE Sabadell und RCD Mallorca ausklingen.
Für die spanische Nationalelf debütierte er am 15. Mai 1960 bei einem 3:0-Erfolg über England. 1964 nahm er mit Spanien erfolgreich an der EM 1964 im eigenen Land teil, wo er mit zwei Treffern Torschützenkönig des Turniers wurde. Er erzielte im Finale den ersten Treffer des Spiels zum späteren 2:1-Sieg über die UdSSR; bereits im Halbfinale gegen Ungarn hatte er das 1:0 (Endstand 2:1 n. V.) erzielt.
Insgesamt bestritt Pereda zwischen 1960 und 1968 15 Länderspiele für Spanien, in denen er sechs Tore erzielte. Außerdem spielte er zwei Mal für die katalanische Fußballauswahl.
Nach seiner Spielerkarriere war Pereda im Zeitraum von 1975 bis 1993 Coach von spanischen Jugendnationalmannschaften. Ferner trainierte er von 1995 bis 1996 Deportivo Xerez und 1998 die Auswahl von Kastilien und León.

## Erfolge
- Europapokal der Landesmeister: 1958
- Messepokal: 1966
- Spanische Meisterschaft: 1958
- Copa del Generalísimo: 1963, 1968
- Europameister: 1964 (2 Einsätze, 2 Tore)
- EM-Torschützenkönig: 1964